# Geddy Lee

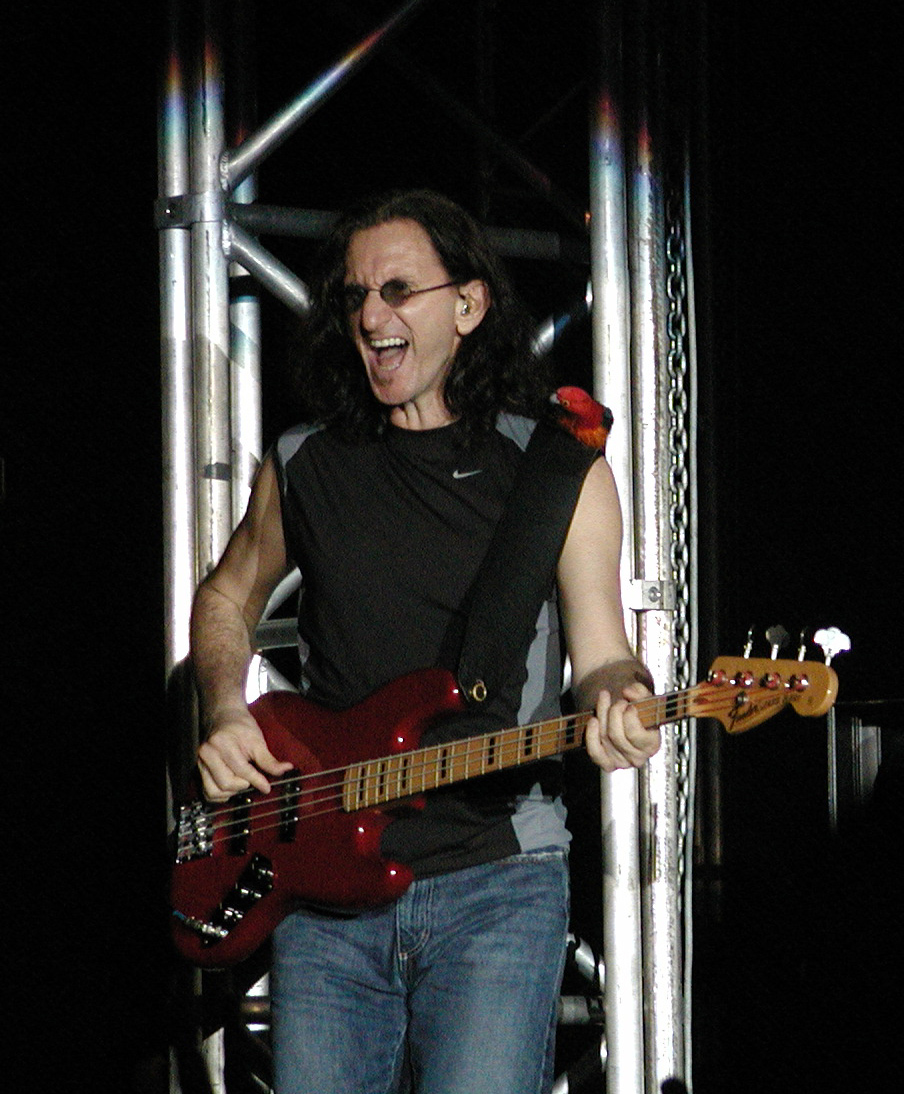
Geddy Lee während eines Rush-Konzerts (Mailand, 21. September 2004)

Geddy Lee (* 29. Juli 1953 in Toronto, Ontario als Gary Lee Weinrib) ist ein kanadischer Musiker. Er war Sänger, Bassist und Keyboarder der Rockband Rush.

Lee ist ein mit zahlreichen Auszeichnungen geehrter Musiker, dessen Spielstil und -technik des Basses einen spürbaren Einfluss auf verschiedene Genres des Rock sowie des Heavy Metal hatte und (nach deren eigenen Aussagen) Bassisten wie Steve Harris von Iron Maiden, Cliff Burton von Metallica, John Myung von Dream Theater, Les Claypool von Primus und ungezählte andere beeinflusste. Live muss Lee nicht nur den Basspart übernehmen und singen, sondern sorgt auch in den meisten Fällen für die Auslösung von Soundeffekten, spielt Keyboards oder bedient den Synthesizer über Pedale, wenn der gespielte Song gleichzeitig einen Bass- und einen Synthpart erfordert. Während seine Fähigkeiten am Bass nie negativ bewertet wurden, wurde Lee zumindest in der Frühzeit von Rush oft wegen seiner Stimme kritisiert. Einigen Kritikern war seine hohe und damals teils schrill schreiende Stimme ein Dorn im Auge. Auch wenn seine Stimme über die Jahre sanfter wurde, war sie immer wieder ein nicht selten kritisierter Punkt, an dem sich Geschmäcker scheiden.
Der Sohn polnisch-jüdischer Eltern, die Überlebende der Nazi-Konzentrationslager waren, sagt über die Entstehung seines Künstlernamens (und später auch bürgerlichen Namens) „Geddy“, dass dieser nichts anderes sei als der von seiner Mutter mit starkem Akzent ausgesprochene Geburtsname „Gary“.
Sein Soloalbum My Favorite Headache wurde 2000 veröffentlicht. Neben seinen Kompositionen, Arrangements und Auftrittsverpflichtungen für Rush produzierte Lee Alben für verschiedene andere Bands, inklusive Rocket Science.
Geddy Lee heiratete 1976 Nancy Young. Sie ist die Mutter zweier gemeinsamer Kinder, Sohn Julian und Tochter Kyla Avril.
Zusammen mit seinen Bandmitgliedern Alex Lifeson und Neil Peart wurde Lee am 9. Mai 1996 zum Offizier des Order of Canada ernannt. Die drei waren die ersten Rockmusiker, die in dieser Form geehrt wurden. Am 25. Juni 2010 wurden Geddy Lee und seine Rush-Bandkollegen Alex Lifeson und Neil Peart mit einem Stern auf dem Hollywood Walk of Fame geehrt. Knapp drei Jahre später, am 18. April 2013, wurden Rush schließlich auch in die Rock and Roll Hall of Fame aufgenommen.
Im Februar 2013 hatte er einen Cameo-Auftritt in der achten Staffel von How I Met Your Mother.
Im November 2023 erschien Lees Autobiographie unter dem Titel My Effin' Life (deutsch sinngemäß mein verflixtes Leben).

## Instrumente
Geddy Lees Equipment variierte in seiner bisherigen Laufbahn sehr stark. Allein die Auswahl seiner Bässe änderte sich des Öfteren. Während er zu der Zeit, da Rush nur eine lokal bekannte Band war, hauptsächlich einen Fender Precision Bass spielte, wechselte er pünktlich zum Debütalbum von Rush auf Bässe der Marke Rickenbacker. Der Rickenbacker 4001 wurde sein Hauptbass, aber auch ein Fender Jazz Bass aus der ersten Hälfte der 1970er Jahre tauchte gelegentlich auf Aufnahmen und live auf. Live spielte er auch gerne einen Rickenbacker 4080/12 (Doppelhalsgitarre mit 4-saitigem Bass und 12-saitiger Gitarre), der speziell für ihn angefertigt wurde. Das Instrument ist zu hören auf dem Album Exit...Stage Left bei den Songs A Passage to Bangkok und Xanadu. Dort spielt er Rhythmusgitarre während Alex Lifesons Solos und füllt die Lücke im Tieftonbereich mit seinen Bass-Pedals. Für die Aufnahmen des Albums Grace Under Pressure und die anschließende Tour benutzte Lee einen Steinberger Headless, der jedoch danach Bässen der britischen Marke Wal Basses weichen musste. Diese wurden wiederum 1993 zu den Aufnahmen des Albums Counterparts von seinem alten Jazz Bass abgelöst. 1996 kamen schließlich noch vier an seinen Jazz Bass angelehnte Fender CustomShop-Bässe dazu, ebenfalls vom Modell Jazz Bass. Im Jahre 1998 gab Fender den in Japan produzierten „Geddy Lee Signature Jazz Bass“ heraus, welcher an seinen 1970er Jahre Jazz Bass angelehnt ist. Für die Aufnahmen zu Snakes & Arrows verwendete er ausschließlich Fender Jazzbässe, darunter auch das Modell Jaco Pastorius Signature Jazz.
Zu den von ihm gespielten Synthesizern gehörten unter anderem folgende Geräte: Minimoog, Oberheim und Roland Jupiter 8, außerdem Taurus-Basspedale.

## Trivia
2017 benannten Biologen die neu entdeckte Protistenart Pseudotrichonympha leei (del Campo and Keeling, 2017) nach Geddy Lee.